# 沖縄に関する特別行動委員会
沖縄に関する特別行動委員会（おきなわにかんするとくべつこうどういいんかい、英語: Special Action Committee on Okinawa、SACO）とは、沖縄県の米軍の施設・区域の整理統合・縮小ならびに運用方法の調整について検討するため、アメリカ合衆国連邦政府と日本国政府との間で1995年11月に設立された機関である。正式名称は、「沖縄における施設及び区域に関する特別行動委員会（英語: Special Action Committee on facilities and areas in Okinawa）」。沖縄日米特別行動委員会、日米特別行動委員会とも。

## 概要

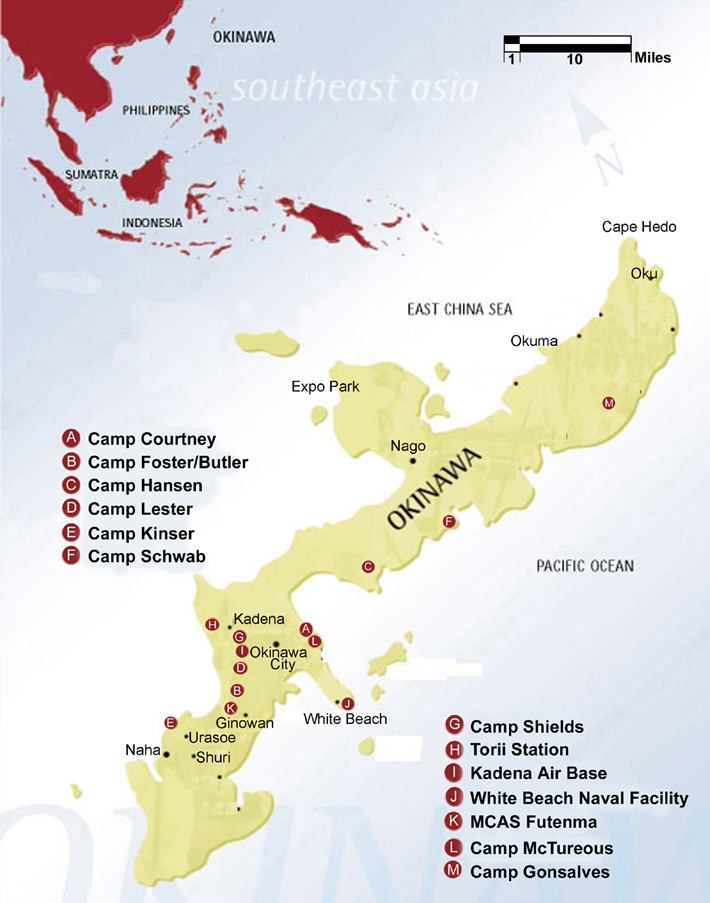
米軍施設の位置を示す沖縄の地図（2007年時）

沖縄本島及びその周辺諸島は、第二次世界大戦において激烈悲惨な沖縄戦を経て米軍の支配下に置かれ、サンフランシスコ平和条約による日本の主権回復後もアメリカ合衆国による沖縄統治が続いた。米軍施設はその間、中華人民共和国の成立や朝鮮戦争などの極東情勢に応じて、「銃剣とブルドーザー」として記憶される用地接収などにより旧日本軍の使用区域を超えて整備されていった。
1972年に27年間に亘るアメリカ統治が終わり沖縄が日本に復帰した後も、多くの米軍基地が日米安全保障条約に基づく提供施設・区域としてそのまま引き継がれた。本土においては米軍基地の整理縮小が進む一方で、日本の国土面積の1％にも満たない沖縄県に在日米軍施設・区域の約75％が集中し、住民の生活環境や地域振興に大きな影響を及ぼす状況が続いた。度重なる米兵犯罪や基地の騒音・事故への不安により蓄積された沖縄県民の反基地感情は、1995年9月に発生した沖縄米兵少女暴行事件によって噴出することとなった。
アメリカ側でも、在沖米軍基地部分返還策実施にもかかわらず、1990年の知事選で保守系の現職西銘順治が基地撤去を掲げる革新系の新人大田昌秀に敗れたことが重大視され、「沖縄に不可欠な軍事的能力・施設を維持する一方、沖縄の人々の問題関心をいくらか解決するための新たなアプローチ」を模索していた。他方でクリントン政権においては、ノドンミサイルの試射を行い核開発疑惑が持たれていた朝鮮民主主義人民共和国の動向などを受けた国防計画の見直し（ボトムアップレビュー）により、冷戦終結に伴いブッシュ・シニア政権が策定した海外兵力削減方針が撤回され、朝鮮有事などを見据えて二つの大規模な地域紛争（2MRC）に対応可能な戦力の確保が志向された。これにより、在沖米軍基地の存在が再び重視されるようになっていた。
SACOは、これらの基地問題解決や日米地位協定（SOFA）の改善を求める世論並びにアメリカ側の事情を背景に、1995年11月に日米両政府によって設置されたものであり、日本の外務省・防衛庁（現・防衛省）、アメリカの国務省・国防総省・在日米軍がカウンターパートとなって米軍基地負担軽減を巡る日米交渉が実施された。
これらの取り組みの結果、1996年12月にSACO最終報告が出され、沖縄米軍基地の約21％に相当する、11施設・約5000ヘクタールを今後5～12年以内に返還することや普天間飛行場の返還にともなう代替ヘリポートの建設が合意され、県道104号超え実弾砲撃演習の廃止や航空機騒音の軽減措置、さらに地位協定の見直しなどについて改善を図ることとされた。
SACO最終報告をもってSACOは解散となり、実現に向けての検討は日米安全保障高級事務レベル協議（SSC）に引き継がれた。

## SACO最終報告
SACO最終報告では、土地の返還・訓練及び運用の方法の調整・騒音軽減イニシアティヴの実施・地位協定の運用の改善が明記された。 

### 土地の返還の対象となった11施設
※ 各施設の位置は、図参照。
1. 普天間飛行場
2. 北部訓練場（2016年12月22日、対象区域返還[12]）
3. 安波訓練場（1998年12月22日、全部返還[13]）
4. ギンバル訓練場（2011年7月31日、全部返還[14]）
5. 楚辺通信所（2006年12月31日、全部返還[15]）
6. 読谷補助飛行場（2006年7月31日、全部返還[9]）
7. キャンプ桑江
8. 瀬名波通信施設（2006年9月30日、対象区域返還[16]）
9. 牧港補給地区（ 2018年3月31日、対象区域返還[17]）
10. 那覇港湾施設
11. 住宅統合（キャンプ桑江及びキャンプ瑞慶覧）

## 沿革
- 1995年（平成７年）
  - 8月21日 - 駐留軍用地特措法に基づき、駐留軍用地の使用に必要な賃貸借契約を拒む地権者の代理署名（土地調書・物件調書への署名押印）を、沖縄防衛施設局長が大田昌秀沖縄県知事に要請[18][19]。
  - 9月4日 - 沖縄米兵少女暴行事件発生。
  - 9月19日 - 大田知事が、河野洋平外務大臣・ウォルター・モンデール駐日米大使・野坂浩賢内閣官房長官に対し、米兵少女暴行事件に抗議するとともに日米地位協定の見直し等について要請[18]。
  - 9月21日 - ビル・クリントン大統領が米兵少女暴行事件に対して遺憾表明[18]。
  - 9月26日 - モンデール駐日米大使が公式に米兵少女暴行事件に対して謝罪[18]。
  - 9月27日 - 日米安全保障協議委員会で、県道104号線越え実弾砲撃演習について、複数の演習場に分散する方向で技術的、専門的な検討実施を合意[18]。
  - 9月28日 - 太田知事が県議会で8月21日に要請された代理署名拒否の答弁（のち沖縄代理署名訴訟に発展）。県がクリントン大統領ほか米国政府首脳や連邦議会等に対し、米兵の綱紀粛正と再発防止等を求めた「沖縄の米軍基地に関する緊急要請」を送付[18]。
  - 10月21日 - 宜野湾市で復帰後最大規模となる集会（沖縄県民総決起大会）が開催。大田知事が参加し、米軍基地の整理・縮小や日米地位協定の改定を主張[18][20][21]。
  - 10月25日 - 日米合同委員会で日米地位協定の運用改善が合意。殺人や強姦などの凶悪な犯罪で日本国政府が重大な関心を有するものについては起訴前の米軍人等の引渡しが可能となった[22][23][24]。
  - 11月1日 - ウィリアム・J・ペリー国防長官が河野外務大臣・衛藤征士郎防衛庁長官と会談し、沖縄基地問題について日米間で新たな協議機関を設置することをなどを合意[9][18]。
  - 11月17日 - 「沖縄米軍基地問題協議会」の設置が閣議決定[18][25]。
  - 11月19日 - アジア太平洋経済協力（APEC）首脳会議で来日中のアル・ゴア副大統領と村山富市首相が会談し、日米安全保障協議委員会（SCC）の下部組織としてSACO設置を決定[9][18]。
- 1996年（平成８年）
  - 1月11日 - 第1次橋本内閣が発足。内閣総理大臣談話が出され、沖縄米軍基地問題への取り組みについて決意表明される[26]。
  - 1月10日 - 日米外相会談が行われ、池田行彦外務大臣とウォーレン・クリストファー国務長官が「沖縄の基地問題の解決は重要である」との認識で一致[18]。
  - 2月23日 - サンタモニカで開催された日米首脳会談で、「沖縄の問題で何か言い残したことはありますか」と呼びかけたクリントン大統領に対し、橋本龍太郎首相が「難しい問題だと承知しているが、普天間を返してほしいというのが沖縄の強い希望だ」と申し出る[27]。
  - 4月12日 - 橋本首相とモンデール駐日米大使が、普天間飛行場について、「今後、5年ないし7年ぐらいに」能力と機能を維持するための措置[注釈 5]が取られた後に「全面返還される」と共同記者会見で発表[28]。
  - 4月15日 - SCCにおいて、池田外務大臣、臼井日出男防衛庁長官、ペリー国防長官及びモンデール駐日大使がSACOでの協議に基づく重要なイニシアティヴ（土地の返還・訓練及び運用の方法の調整・騒音軽減イニシアティヴの実施・地位協定の運用の改善）について合意（SACO中間報告）[8][29]。
  - 4月16日 - 「沖縄県における米軍の施設・区域に関連する問題の解決促進について」閣議決定。SACOでとりまとめられる具体的措置の的確かつ迅速な実施を確保するための方策について、法制面及び経費面を含め総合的な観点から早急に検討を行い、十分かつ適切な措置を講ずることとされる[30]。ビル・クリントンと握手を交わす橋本龍太郎（1996年4月17日）

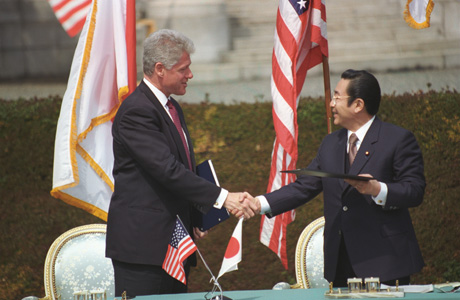
ビル・クリントンと握手を交わす橋本龍太郎（1996年4月17日）

  - 4月17日 - 東京で開催された日米首脳会談（橋本首相、クリントン大統領）で日米安全保障共同宣言が出され、両首脳は「SACOを通じてこれまで得られた重要な進展に満足の意を表するとともに、SACO中間報告で示された広範な措置を歓迎」するとともに、11月までにSACOの作業を成功裡に結実させるとのコミットメントが示された。一方で、「国際的な安全保障情勢において起こりうる変化に対応して、両国政府の必要性を最も良く満たすような防衛政策並びに日本における米軍の兵力構成を含む軍事態勢について引き続き緊密に協議する」との文言は、米兵力削減への歯止めとしてクリントン政権に利用された[8][31]。
  - 9月 - SACO現状報告がまとめられ、普天間飛行場の移設に関する基本方針（ヘリポートの嘉手納空軍基地への集約、キャンプ・シュワブにおけるヘリポートの建設、海上施設の開発および建設についての検討）が打ち出される[8]。
  - 9月8日 - 日米地位協定の見直し及び基地の整理縮小に関する県民投票が行われ、投票の89％が米軍基地の整理縮小について賛成[32]。
  - 9月10日 - 橋本首相が沖縄問題についての談話を発表。「政府としては、普天間基地の返還・移設や県道104号線越え実弾射撃訓練の本土移転などの諸課題について、米国と協議を進めるとともに、各地域住民の御理解と御協力を得ながら、その解決に向けて全力を尽くしてまいります」との意思表示がなされた[7]。
  - 12月2日 - SCCにおいて、池田外務大臣、久間章生防衛庁長官、ペリー国防長官、モンデール駐日大使によってSACO最終報告が承認される[33]。